# Allée Baco
Ne doit pas être confondu avec Rue du Roi-Baco.
L'allée Baco est une rue de Nantes, en France. 

## Situation et accès
Il s'agit d'un ancien quai de la Loire du Centre-ville de Nantes.

## Origine du nom
Elle rend honneur à la mémoire de l'un de ses prédécesseurs René Gaston Baco de La Chapelle, qui s'illustra lors du siège de Nantes par les troupes royalistes durant la Révolution française.
La rue du Roi-Baco, autre artère nantaise située dans le quartier Bellevue - Chantenay - Sainte-Anne, fait référence à un personnage imaginaire et non à l'ancien premier magistrat de la ville.

## Historique
Avant les plans d'urbanisation du début du XIXe siècle, cette partie nord-est de l'ancienne île Gloriette forme les limites septentrionales de la « prairie de la Madeleine ». C'est là que va apparaître un des quais de la rive gauche du « bras de l'Hôpital », avant les travaux de comblement de la Loire, dans les années 1920 et 1930.
En 1834-1835, des bâtiments sont construits aux nos 12 et 13 ; ils sont occupés, vers 1880, par un mécanicien. En 1842, au no 15, Joachim Arnoux du Clos et Louis-Auguste Colonne créent un chantier naval, qui s'étend jusqu'à la rue Crucy. Le quai longeant le fleuve est aménagé en 1848.
Son nom actuel lui est attribué par arrêté du maire du 31 août 1848.
L'architecte Henri-Théodore Driollet édifie, dans les années 1850, l'établissement de bains-lavoirs, à l'extrémité ouest du quai.
En 1882, Louis Lefèvre-Utile, qui vient de succéder à son père, implante sa manufacture de biscuits dans l'ancienne filature « Bureau » située à l'extrémité est du quai. Elle est reconstruite trois ans plus tard, sur 2 000 m2, et équipée de haute technologie ; ces bâtiments sont malheureusement détruits par un incendie, en 1888. L'usine est de nouveau reconstruite, encore plus vaste, dotée d'un portail monumental en plein cintre édifié sur le quai. Dix ans plus tard, l'architecte Auguste Bluysen érige, pour LU, les tours qui caractérisent l'usine pendant les huit décennies suivantes. L'une d'elles se trouve en vis-à-vis de sa jumelle à l'extrémité est du quai Baco, à l'angle de l'avenue Carnot.
Georges Billard établit, en 1890, une usine de transformation de tapioca, au no 15, sur l'emplacement du chantier naval ; sur sa façade est indiqué « TAPIOCA/Georges Billard/DROGUERIE ». Son activité s'étend à la fabrication d'agglomérés de sucre en 1897, puis au raffinage du sucre de betteraves et de canne en 1901. Elle englobe les nos 12 et 13 en 1912-1913. Elle prend le nom de « Raffinerie de l'Océan ». Les derniers travaux d'extension sont réalisés vers 1929.
Les travaux de comblement des bras nord de la Loire, achevés à la fin des années 1930, bouleversent la physionomie du quai, laissant place aux cours Commandant-d'Estienne-d'Orves et Franklin-Roosevelt. Ces aménagements permettent, durant la Seconde Guerre mondiale, de dévier sur le remblai, à quelques dizaines de mètres des bords de l'ancien quai, la ligne ferroviaire sortant de la gare de Nantes et se dirigeant vers Saint-Nazaire, afin d'éviter son passage par le centre-ville. Après la guerre, la construction du tunnel ferroviaire de Chantenay qui permet l'enfouissement de cette dernière vers l'ouest à partir de l'actuelle place Alexis-Ricordeau, oblige, le long de l'ancien quai, à abaisser graduellement le niveau la voie ferrée. Elle constitue dès lors une coupure urbaine, depuis son entrée dans la ville jusqu'à l'extrémité est de l'allée Baco. Seul un tunnel piétonnier passant sous la voie ferrée permet de rejoindre le square Élisa-Mercœur, situé de l'autre côte de celle-ci, tandis qu'un vaste parking prend possession du remblai le long de l'allée.
Les bombardements de 1944 endommagent l'usine Billard. La révision rendue nécessaire est effectuée en 1949. L'usine est démolie au moins partiellement vers 1970, les bâtiments la remplaçant disparaissent eux-mêmes par la suite pour laisser la place à des immeubles d'habitation.
En 1972, les deux tours LU sont décapitées. Celle se trouvant sur l'allée sera finalement démolie avec les ateliers attenants après que la production de l'usine soit transférée sur le nouveau site de La Haie-Fouassière, dans les années 1980. Un hôtel à l'enseigne Ibis et un immeuble de bureaux occupent désormais l'emplacement.
Durant la même période, les anciens bains-lavoirs, réaménagés en 1934 par l'architecte Camille Robida, sont à leur tour réhabilités, afin d'y accueillir une « maison des Associations ».
Depuis octobre 2012, l'allée est desservie par l'une des quatre premières lignes de Chronobus alors mises en service, la ligne C3, avec l'arrêt Monteil. La ligne C5 complète un an plus tard cette desserte uniquement durant son service de nuit.
En janvier 2016, la municipalité annonce la cessation définitive de l'activité bains-lavoirs dans le bâtiment Driollet mis jusqu'ici à la disposition des sans-abri (celle-ci sera transférée rue Pierre-Landais sur l'île de Nantes au sein d'un pôle qui sera créé à l'emplacement de restaurant social). Un débat sur l'avenir du site doit être lancé.

## Bâtiments remarquables et lieux de mémoire

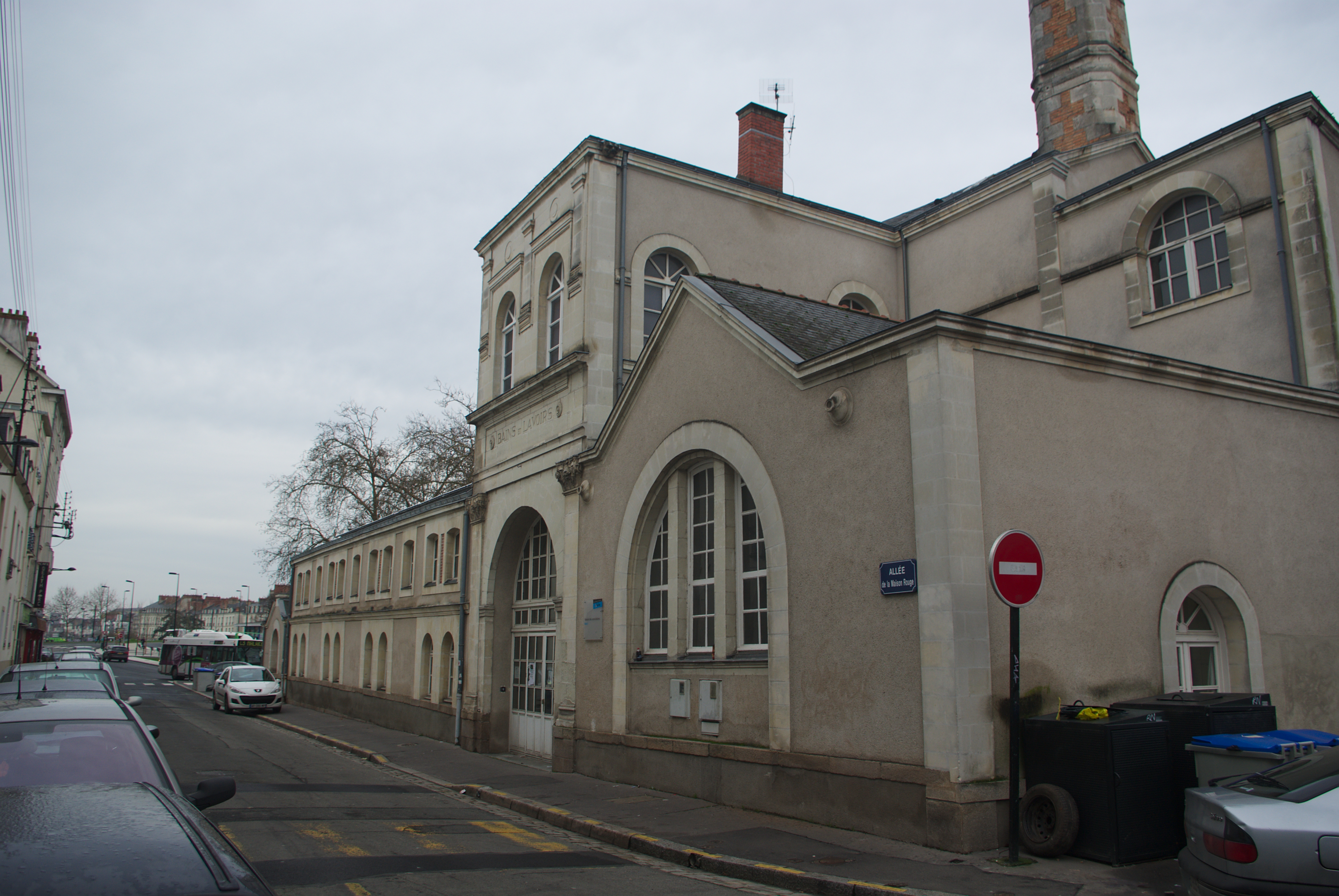
Anciens bains-lavoirs.

- Au no 21, anciens bains-lavoirs d'Henri-Théodore Driollet devenue dans les années 1980 la « maison des Associations Baco »[3].